# Stephen Izolo
Stephen Simon Izolo (ur. 1 czerwca 2004) – nigeryjski zapaśnik walczący w stylu wolnym. Wicemistrz igrzysk afrykańskich w 2023. Złoty medalista mistrzostw Afryki w 2025 i brązowy w 2024 roku. 